# Tombak
Pour l’article ayant un titre homophone, voir Tombac.

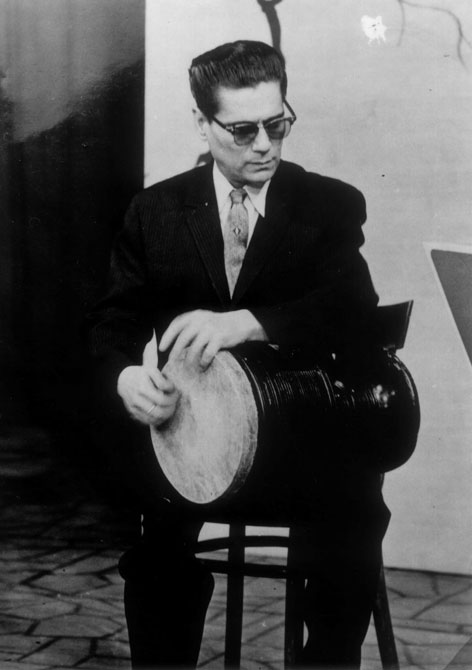
Hossein Tehrani au Tombak.

Le tombak (en persan : تنبک-تمبک) - nommé aussi zarb, tonbak, donbak, dombak - est un instrument de percussion digitale originaire d'Iran (Perse). Le nom « tombak » viendrait des sons produits par les frappes principales : tom (au centre de la peau, grave) et bak (au bord, et aiguë). Il appartient à la famille des membranophones et plus précisément des tambours en gobelet répandus en Asie, Europe de l'Est et Afrique. Bien qu'il y ait des similarités entre tous les instruments à percussion de cette forme, les techniques utilisées pour jouer le tombak sont probablement les plus élaborées.
Le nom zarb est d'origine arabe (ضرب signifie, par exemple, frapper, battre) et désigne le même instrument chez les musiciens iraniens malgré leur préférence actuelle pour le nom de tombak. Le nom darbouka, qui désigne une percussion de même type dans le monde arabe, serait quant à lui un lointain dérivé de tombak.
Le tumbaknâri en est une version cachemirie en terre cuite.
Le tombak est un instrument majeur d'accompagnement de la musique iranienne, avec le daf et le doyre (dâyereh).

## Facture
Le tombak se compose de plusieurs parties :
- la peau (poust - پوست)
- le corps (tanéh - تنه)
- la lèvre (lab - لب )
- la gorge ou le pied (nafir - نفیر )
- la petite ouverture (dahan-é koutchak - دهان کوچک )
- la grande ouverture (dahan-é bozorg - دهان بزگ)

Le tombak est fait traditionnellement d'une seule pièce de bois de mûrier ou de noyer, même si l'on en trouve aussi en poirier (très rare), cerisier (très rare), frêne (aujourd'hui très utilisé) et même en aggloméré, et, étonnamment, en papier mâché.... Quel que soit le bois utilisé, on préfèrera celui ayant poussé dans un endroit sec (le mûrier d'Ispahan ou le noyer de Kermânshâh sont de bien meilleure qualité que leurs homologues du nord de l'Iran, ou plutôt ceux des provinces touchant la mer Caspienne).
Le corps peut comporter des sillons gravés, également utilisés dans la technique de jeu. Le pied est pratiquement cylindrique. La grande ouverture se trouve en haut et est couverte par la peau. La petite ouverture est la sortie du pied. Le corps est généralement égal en longueur au pied. La lèvre, au sommet du corps, est l'endroit sur lequel repose la peau. Elle est beaucoup plus fine que le reste du corps (environ 2 mm contre 2 à 3 cm pour l'épaisseur du corps). La peau est collée à l'asphodèle et l'on ne peut régler sa tension à l'aide de cordages ou de clés contrairement à beaucoup d'autres percussions. Les peaux de chèvres ou de veaux sont les plus anciennement utilisées, mais aujourd'hui la peau de chameau l'est beaucoup plus fréquemment.
Il existe trois variétés de tombak différents uniquement par la taille :
- le zarb-é zourkhâné (ضربِ زورخانه) : le plus grand et certainement le plus ancien, le plus souvent en terre cuite, avec également un assortiment de cloches ;
- le grand tombak de concert, ou plutôt d'orchestre  (تنبل ِارکستر) :  tel qu'il est mentionné dans la méthode de Hossein Tehrani ;
- le petit tombak de soliste (تمبک تکنوزی).

En réalité, depuis la Révolution, il y a tant de pratiquants, notamment des enfants que les tailles peuvent varier de 15 cm à 32 cm, pour les instruments de la musique classique persane.

## Jeu
On en joue assis par terre ou sur une chaise, l'instrument posé entre la cuisse gauche et l'aisselle, la face vers l'avant. On pose la main gauche sur le sommet de l'instrument où les doigts vont frapper le bord, et la main droite vient quant à elle, vient frapper alternativement le centre ou le bord de la peau.
Le rythme le plus commun associé au jeu du tombak est une mesure à 6 temps (6/4 ou 6/8). Le tombak ne sert pas seulement de métronome ; à certains moments, le joueur de tombak se contentera de garder la base rythmique (pâyéh پایه), et à d'autres il suivra la mélodie ou jouera sur les placements des accents suivant son inspiration (mettant en valeur la mélodie même lorsqu'il s'en éloigne).
Depuis la révolution islamique de 1979, le tombak, comme tous les instruments joués dans la musique classique iranienne, a gagné, d'après certains, une plus grande place : la musique traditionnelle ayant été mise en avant par le gouvernement en opposition à la musique occidentale, l'inverse ayant été fait par les rois Pahlavis, désireux de donner une image moderne à l'Iran.
Cependant le zarb s'est réellement développé avec Hossein Tehrani (voir plus bas) donc bien avant la révolution islamique. Le tombak est aujourd'hui un instrument de concert autant qu'un des instruments de fête favoris parmi les iraniens ; seule la technique de jeu diffère.

## Principaux interprètes
Le tombak n'était pas considéré comme un instrument soliste jusqu'au travail pionnier de Hossein Tehrani (حسین تهرانی)(1912-1973) dans les années 1950. Il eut comme élèves Mohammad Esmaïli (محمد اسماعیلی)(1934), Jahangir Malek (جهانگیر ملک) (1931- ?), Djamshid Chemirani (جمشید شمیرانی) (1942-), Amir-Nasser Eftetah (اميرناصر افتتاح)(1925-1977), enseignant réputé dont le disciple Bahman Rajabi (بهمن رجبی) sera l'un de ceux qui développeront les techniques modernes.
Nâsser Farhangfar (1947-1997) révolutionnera les principes de l'accompagnement, s'éloignant souvent beaucoup de la mélodie sans jamais la gêner ; il a beaucoup puisé dans les styles de jeu du zarb-é zourkhâné (surtout celui de Morshed Morâdi (مرشد مرادی) qui accompagne le Varzesh-e Pahlavani (ورزشِ پهلوانی), gymnastique martiale traditionnelle pratiquée dans les Zurkhaneh (« maisons de force »), et des motrebs  (musiciens populaires jouant sur les accents de manière particulière). Sa connaissance de la poésie et une voix claire et puissante en faisaient un improvisateur et surtout un accompagnateur hors pair, anticipant toujours les phrases du soliste. Très peu de pratiquants de l'instrument assimileront son art, tout du moins en profondeur.
Les instrumentistes modernes ouvrent quantité de nouvelles perspectives au jeu du tombak, comme Madjid Khaladj, Morteza Aayân, Mohammad Akhavân, Dâriush Zargari, Navid Afghah, Farbod Yadollâhi, Pedrâm Khâvarzamini, Morteza Ghassemi (ce dernier fut élève de Djamshid Mohebbi, Mohammad Esmaïli, Bahman Rajabi et Nâsser Farhangfar), Madjid Essâbi (collègue d'études et ami de Morteza Ghassemi, et qui suivit exactement les mêmes maîtres), Pejman Haddâdii, Homayoun Shadjarian (qui fut élève de Nâsser Farhangfar, et cela s'entend) bien entendu, Ârach Farhangfar, fils de Nâsser Farhangfar...
En France, un mouvement particulier s'est développé autour de l'enseignement de Djamshid Chemirani, avec notamment ses deux fils Keyvan Chemirani et Bijan Chemirani, mais aussi Madjid Khaladj, Jean-Pierre Drouet, Zia Mirabdolbaghi, Bruno Caillat, François Bedel, Pablo Cueco, Michèle Claude, Pierre Rigopoulos, Christian Perraudin qui débuta avec Nâsser Farhangfar et bien d'autres, proposant de nombreuses implications du zarb dans des contextes musicaux non-iraniens (musique contemporaine, musique médiévale, jazz, fusion, etc.). Le tombak est enseigné en France dans deux Conservatoires Nationaux de Région (Nice et Rueil-Malmaison) et un Conservatoire à Rayonnement Départemental (Pantin). C'est d'ailleurs à Pantin que fut enseigné pour la première fois cet instrument dans un tel type d'établissement, par Jean-Pierre Drouet.
Des compositeurs comme Georges Aperghis Carlos Roque Alsina, Vinko Globokar, Jean-Pierre Drouet, Pablo Cueco, Bernard Cavanna, Nicolas Frize, Dominique Boivin Damien Lehman ont écrit pour le zarb. Des musiciens de jazz comme Denis Colin, Michel Portal, Louis Sclavis, Sylvain Kassap, Claude Barthélemy, Patricio Villarroel, l'ont utilisé régulièrement dans leurs orchestrations.
Des mouvements de même ordre se sont également développés en Allemagne et aux États-Unis.

## Discographie
- Hossein Tehrani :
  - Zarbahang avec Faramarz Payvar.
  - Iran - Musique Persane, avec Jalil Shahnaz, Abdolvahhab Shahidi et Faramarz Payvar.
  - Delnavaz, avec Faramarz Payvar
  - Shahrnaz, avec Faramarz Payvar
- Djamshid Chemirani :
  - Musique persane avec Mahmoud Tabrizi-Zadeh, (Al Sur / Media 7)
  - Cantigas de Santa Maria avec René Clemencic (1976)
  - Les Maîtres du zarb, (1977) (Etnic Audivis), Choc de la musique
  - Radif Tradition musicale de l'Iran avec Majid Kiani, (1977)
  - Musique iranienne avec Majid Kiani et Darioush Tala'i, (1980)
  - Le Mahabaharata, (1980) BOF (Real World)
  - Let the Lover Be avec David Hykes, (1995)
  - An-Ki avec Ross Daly, (1996) (Oriente Musik)
  - Zarb Duo Et Solo avec Keyvan Chemirâni (1997)
  - Estampies italiennes du xive siècle avec Henri Agnel, (1998) Al Sur
  - Tchechmeh avec Bijan et Keyvan Chemirâni (Trio Chemirâni) (2004) (émouvance)
  - Istampitta - Danses florentine du Trecento avec Henri Agnel, (2007) Alpha
  - Tradition classique de l’Iran (Vol II) : Le tar et le zarb avec D. Tala’i / D. Chemirani (Harmonia Mundi)
  - Tambours de la terre II avec D. & K. Chemirani (Saga / Auvidis)
- Madjid Khaladj :
  - DVD de TOMBAK, Improduction.
  - Infinite Breath, Persian Art Percussion (Nafas / Bâ Music Records).
  - Anthology of Iranian Rhythms, volume 1 The basic works of Master Hossein Tehrani by Madjid Khaladj (Buda / Musique du Monde)
  - Anthology of Iranian Rhythms, volume 2 (Buda / Musique du Monde)
  - Tombak & Percussion (Al Sur)
  - Iran, The art of Tombak (Buda / Musique du Monde)
  - Voices of the Shades / Saamaan-e saayeh'haa - Kayhan Kalhor, Madjid Khaladj (Buda / Musique du Monde)
  - Echoes of Light / Navay-e Noor - Hossein Alizadeh, Madjid Khaladj (Buda / Musique du Monde)
  - Ode To Flowers / Sorood-e gol - Hamavayan Ensemble, Hossein Alizadeh (Buda / Musique du Monde)
  - Iranian Music / Sâz-é nô -Hossein Alizadeh, Afsaneh Rassa'i, Madjid Khaladj (Buda / Musique du Monde)
  - Iranian Music, Improvisations, 2 CD - Hossein Alizadeh, Madjid Khaladj (Buda / Musique du Monde)
  - Voices of Spring / Avay-e Bahar - Hossein Omoumi, Madjid Khaladj & Ensemble (Haft Dastgah Music)
- Pablo Cueco
  - « Zarb ! » Pablo Cueco en solo au zarb (Buda musique / Musique du Monde / distribution : Universal)
  - « Sol, suelo, sombra y cielo » Transes Européennes Orchestra dirigé par Patricio Villarroel (Buda musique/ Transes Européennes / distribution : Socadisc)
  - « Musiques pour Gargantua » Alcofribas sextet (Buda musique / Transes Européennes / distribution : Socadisc)
  - « Gargantua / l'intégrale » coffret de huit CD, réalisation : Pierre-Étienne Heymann et Pablo Cueco (Buda musique/ Transes Européennes / distribution : Socadisc) épuisé
  - « Adi anant » de Hariprasad Chaurasia, Pablo Cueco et Henri Tournier, enregistré en public à Paris / Théâtre de la Ville (Navras Records U.K.)
  - « Percussions du Monde » Duo Mirtha Pozzi & Pablo Cueco (Buda musique / Musique du Monde / distribution : Universal)
  - « Improvisation préméditées » Duo Mirtha Pozzi & Pablo Cueco + Christian Sebille, Nicolas Vérin, Thierry Balasse, Étienne Bultingaire, Thibault Walter... Rencontre percussions et électroacoustique... (2)
  - « Cellule 75 / Collections 85 » de Luc Ferrarri (La Muse en Circuit)
  - « Duo Cueco-Vilarroel aux Instants Chavirés » (Buda musique / Transes Européennes / distribution : Socadisc)
  - « Duo Cueco-Vilarroel -Volume 2» (Buda musique / Transes Européennes / distribution : Socadisc)
  - « Songs for swans » Denis Colin trio & Gwen Matthews (Nato / Hope Street)
  - « Something in comon » Denis Colin trio (Universal)
  - « Trois » Denis Colin trio (in situ / socadisc)
  - « En public à Banlieue Bleues » Denis Colin trio (Buda musique / Transes Européennes / distribution : Socadisc)
  - « Les Arpenteurs du son » Denis Colin quintet (Nato / Hope Street)
  - « La Serpiente inmortal » Mirtha Pozzi (Buda musique / Transes Européennes / distribution : Socadisc)
  - « Acadacoual » Mirtha Pozzi (Buda musique / Transes Européennes / distribution : Socadisc)
  - « Le Bal de la Contemporaine » (Buda musique / Transes Européennes / distribution : Socadisc) épuisé
  - « Racines » monographie de Pierre Bernard (Buda musique / Transes Européennes / distribution : Socadisc)
  - « L’eau / L’oreille en Colimaçon » (K7 et CD Radio France)
  - « En avant la musique » avec Mirtha Pozzi pour « Astrapi-Salut les Artistes » (Bayard Presse, Gallimard Jeunesse et Radio France)